# Liste der Nummer-eins-Hits in Irland (1982)
Diese Liste enthält alle Nummer-eins-Hits in Irland im Jahr 1982. Es gab in diesem Jahr 20 Nummer-eins-Singles.
| Singles |
| --- |
| - ABBA – One of Us - 4 Wochen (26. Dezember 1981 – 22. Januar 1982) - Bucks Fizz – Land of Make Believe - 2 Wochen (23. Januar – 5. Februar) - Shakin’ Stevens – Oh Julie - 3 Wochen (6. Februar – 26. Februar) - Tight Fit – The Lion Sleeps Tonight - 5 Wochen (27. Februar – 2. April) - Goombay Dance Band – Seven Tears - 3 Wochen (3. April – 23. April) - Paul McCartney & Stevie Wonder – Ebony and Ivory - 3 Wochen (24. April – 14. Mai) - Nicole – A Little Peace - 5 Wochen (15. Mai – 18. Juni) - Madness – House of Fun - 1 Woche (19. Juni – 25. Juni) - Charlene – I've Never Been to Me - 3 Wochen (26. Juni – 16. Juli) - Captain Sensible – Happy Talk - 1 Woche (17. Juli – 23. Juli) - Irene Cara – Fame - 3 Wochen (24. Juli – 13. August) - Dexys Midnight Runners & The Emerald Express – Come On Eileen - 4 Wochen (14. August – 10. September) - Survivor – Eye of the Tiger - 3 Wochen (11. September – 1. Oktober) - Chicago – Hard to Say I’m Sorry - 2 Wochen (2. Oktober – 15. Oktober) - Musical Youth – Pass the Dutchie - 3 Wochen (16. Oktober – 29. Oktober) - The Kids from "Fame" – Starmaker - 1 Woche (30. Oktober – 5. November, insgesamt 2 Wochen) - Culture Club – Do You Really Want to Hurt Me - 1 Woche (6. November – 12. November) - The Kids from "Fame" – Starmaker - 1 Woche (13. November – 19. November, insgesamt 2 Wochen) - Eddy Grant – I Don't Wanna Dance - 2 Wochen (20. November – 3. Dezember) - The Human League – Mirror Man - 1 Woche (4. Dezember – 10. Dezember) - Renée and Renato – Save Your Love - 6 Wochen (11. Dezember 1982 – 21. Januar 1983) |

Siehe auch: Nummer-eins-Hits 1982 in  Australien, Belgien, Deutschland, Finnland, Frankreich, Italien, Japan, Kanada, Neuseeland, den Niederlanden, Norwegen, Österreich, Schweden, der Schweiz, Spanien, den Vereinigten Staaten und im Vereinigten Königreich.